# 湯の口温泉
湯の口温泉（ゆのくちおんせん）は、山口県美祢市美東町にある温泉。
奈良時代、聖王第3皇子である琳聖太子が、秋吉台に近い当地で効能のある温泉を見つけたことから、その湯の口に吉祥天女を祀った、という伝承がある。

## 泉質
- 非療養泉のため分析書の表示は「なし」となるが、フッ化物イオンの含有量により温泉法上の温泉に該当する。
  - 源泉温度が低いため加温。露天スペースに源泉水風呂がある。

## 周辺環境
秋吉台国定公園の近くで、地元で採れる山菜料理の他、魚介類も人気である。

## 歴史
鉱山開発などで枯渇していたが、1974年（昭和49年）のボーリング調査により深度 1300m で源泉に到達した。以降、秋吉台の観光拠点として整備された。

## 周辺
- きららオーガニックライフ - 市内真名にある観光農園

## アクセス
- 車 : 中国自動車道美祢東JCT及び小郡萩道路十文字ICから県道31号、もしくは中国自動車道小郡ICから県道31号
- 鉄道 : 山陽新幹線新山口駅から車で約20分、または秋芳洞行きバスで湯の口温泉下車。

## 参照
1. 1 2  湯の口温泉 温泉ナビ。